# Mirco Lorenzetto
Mirco Lorenzetto (ur. 19 lipca 1981 w Vittorio Veneto) – włoski kolarz szosowy startujący wśród zawodowców od 2004 roku. 
Etapowy zwycięzca Tour Méditerranéen (2007) i Volta a la Comunitat Valenciana (2008), siódmy kolarz Tour de Pologne 2008.
Zwycięzca czwartego etapu Tour de Pologne i jednodniowy lider tego wyścigu.

## Najważniejsze zwycięstwa i sukcesy
- 2007
  - etap w Tour Méditerranéen
  - 2. Trofeo Laigueglia
- 2008
  - etap w Tour of Turkey
  - etap w Volta a la Comunitat Valenciana
  - 7. Tour de Pologne
- 2009
  - Giro del Friuli
  - etap w Giro di Sardegna
- 2010
  - 4.etap w Tour de Pologne